# Neorapana
Neorapana is een geslacht van weekdieren uit de klasse van de Gastropoda (slakken).

## Soorten
- Neorapana grandis (Sowerby I, 1835)
- Neorapana muricata (Broderip, 1832)
- Neorapana tuberculata (Sowerby I, 1835)